# Rain (toponyme)
Pour les articles homonymes, voir Rain.
| Toponymes très usités du Massif Vosgien |                        |
| Langue romane                           | Langue germanique      |
| Rain                                    | Rain                   |
| Variantes :                             | Variantes :            |
| Rang, Ran (Jura)                        | Rèin,Rên,Rän,Râ,Rê,Rui |

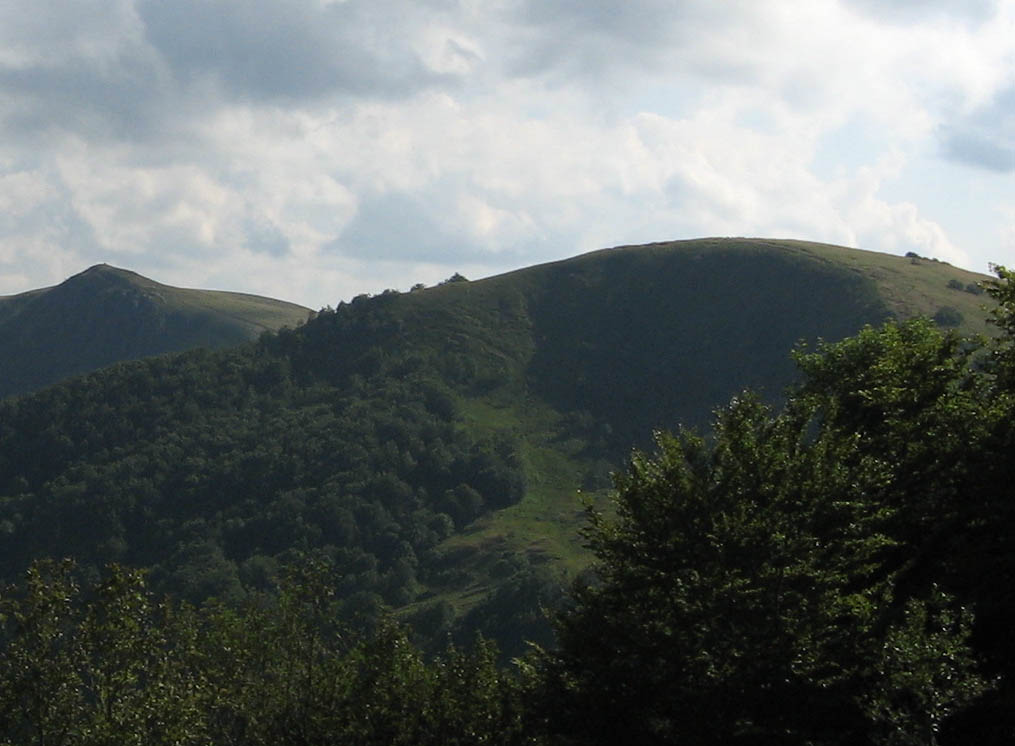
Le Rainkopf, versant Est.

Rain est un appellatif toponymique, en France, propre aux Vosges. Il désigne le ravin, parfois sous des formes légèrement arrondies, bombées ou creusées, très spécifiques. 
Il apparaît très souvent dans des mots composés ou munis de compléments qualificatifs. Il est attesté dans le Massif des Vosges lorrain et alsacien et, probablement[évasif] dans les massifs montagneux de langue allemande d’Allemagne méridionale, Suisse et Autriche. 
Il faut l'associer avec le rain des zones de champs cultivés, de plaine comme en Alsace, ou en montagne sans terrasses, avec le sens d'une butte ou levée de terre arrondie : lisière, butte ou bande de terre séparant les champs cultivés
. 

## Origine et occurrence

### Terme générique et variante alémanique
Dans les langues germaniques de la Scandinavie aux Alpes, le terme souche désigne d’abord une limite au sens de bordure ou lisière pour marquer la propriété des champs cultivés. Elle prend la forme d’un petit monticule recouvert d’herbe. Il se généralisera ensuite pour nommer des terres limitrophes et frontalières entre deux zones géographiques naturelles ou il désigne plus généralement une « ligne de hauteurs » même quand l'altitude est toute relative comme à Belrain au pied d'une côte dans la Meuse.

### Acceptation alémanique
Les régions parlant un dialecte alémanique donne un sens supplémentaire au terme de Rain que l’on retrouve essentiellement dans les pays de moyenne et haute montagne (Vosges, Forêt-Noire, Jura souabe, montagnes de Suisse alémanique, Vorarlberg en Autriche). De manière moins marquée, il y a encore quelques rares Rain avec cette acceptation dans les régions non alémaniques comme l’Eifel ou la Bavière. Dans ces contrées, un Rain est une « pente, un terrain en pente, un pan de montagne ou de colline ».
La graphie sur les cartes topographiques est presque toujours la forme standard Rain. Dans les faits, le terme se décline sous diverses formes, suivant les régions : 
- Râ : Suisse, Schaffhausen
- Rê : Autriche, Vorarlberg
- Rui: Allemagne, Allgäu
- Rai - Rèin - Rǽn - Rên : Les variantes alsaciennes

### L’exception des terres romanes vosgiennes

#### Zone tampon entre Alsace et Lorraine
Le Massif des Vosges est traversé par la frontière linguistique entre les langues romanes et germaniques. En général, les toponymes ne franchissent pas la frontière linguistique ; ils ont plutôt un équivalent de même fréquence ou ils sont traduits dans la langue locale. Néanmoins, certains mots comme Rain passent la ligne de contact des langues au niveau des Hautes-Vosges et se propagent dans une bande de transition d’à peine 40 km de large vers l’ouest. Plus on avance vers l’ouest, donc la vallée de la Vologne et de la Moselle, plus le superstrat germanique s’estompe. Ce sont des terres qui ont vécu de tout temps à cheval entre la Lorraine et l’Alsace, partageant ainsi des pratiques culturelles et un mode de vie montagnard sobre, indépendant de la langue vernaculaire, essentiellement dans le domaine agro-sylvico-pastoral.
De même, l’emprunt de mots allemands ou alsaciens dans les patois des Hautes-Vosges n’est pas anecdotique même si la prononciation est largement romanisée.

#### Usages différents entre les romans et les germanophones
Suivant la logique interne de la langue maternelle des locuteurs, la formation des toponymes en Rain suit un des schémas suivants : 
- Le Rain + déterminatif (côté vosgien - formule romane septentrionale tardive)
- Déterminant + Rain (Côté alsacien- formule romane septentrionale précoce et germanique)

Si le terme est d’origine alsacienne, le Vosgien roman l’utilise tel quel bien que de nombreux toponymes alsaciens aient souvent leur équivalent en patois vosgien. Mais sur les cartes topographiques, c’est la forme officielle qui apparaît. On dit le Rainkopf (sommet de la crête des Vosges) et non la « Tête du Rain ».

## Liste des toponymes

### Vosges romanophones
Cette liste inclut aussi bien les Rains du département des Vosges que ceux du Bas-Rhin et Haut-Rhin car il existe des zones de langue vosgienne ou welche à l'est des crêtes en terre alsacienne. 
- Le Rain des Aulx (forêt de Gérardmer)
- Le Rain et La Roche du Rain  (forêt de Gérardmer)
- Le Rain du Beau (forêt de l’Urson)
- Le Rain Brice (commune du Tholy)
- Le Haut Rain (forêt de Vologne)
- Le Rain des Essis (forêt de la Haute-Meurthe)
- Le Rain de la Fougère (forêt de la Haute-Meurthe)
- Le Grand Rain (forêt de la Croix-aux-Mines)
- Le Gros Rain (forêt de la Croix-aux-Mines)
- Le Bois du Chaud Rain (forêt de la Croix-aux-Mines)
- Le Charain (forêt de la Croix-aux-Mines)
- Le Rain des Orges (commune de Wisembach)
- Le Rain de la Vierge (forêt de Senones)
- Le Rain du Plaine (Bois des Festes)
- Le Rain des Côtes (commune d’Orbey)
- Le Rain du Pair (commune d’Orbey)
- Le Froid Rain (commune de Wisembach)
- Le Rain Marcot (commune du Bonhomme)
- Le Rain des Chênes (forêt de Kuhberg)
- Le Rain de la Croix (commune de Soultzeren)
- Le Rain du Fossé (commune de Ranrupt)
- Le Raindé (le rain de Del, commune de la Bresse)[11]
- Le Vieux Rein[12] (commune La Chapelle-devant-Bruyères)
- Le Rein des Goutelles[12] (commune  La Chapelle-devant-Bruyères )

### Vosges germanophones
- Raingott (forêt de Fellering)
- Mittelrain (forêt d’Oderen)
- Altrain (commune de Willer sur Thur)
- Stimpfelrain (commune de Willer sur Thur)
- Mittelrain (commune de Goldbach-Altenbach)
- Rainkopf (sommet, 1 305 m)
- Muhlrain (forêt de Guebwiller)
- Danielsrain (forêt de Sélestat)
- Verbrenntenrain (forêt de Dambach)
- Latt Rain (forêt de Dambach)
- Seltz-Rain (forêt de Hohwald)
- Sommerain (forêt de Hohwald)
- Mittelrain (forêt de Scherwiller)
- Magelrain (forêt de Rosheim)
- Kleerain (forêt de Haslach)
- Hurnlirain (forêt de Oltingen)
- Oberrain (forêt de Oltingen)
- Schimmelrain (forêt de Guebwiller)
- Stuefrain (forêt de Molsheim)

## Variante jurassienne en Suisse
La forme jurassienne est ran ou rang qui désigne un terrain en pente, un versant de montagne. 
- Canton du Jura
  - Le Maran
  - Le Mâran
  - Sur le Rang
  - Les Rangs
  - Pâturage sur les Rangs
  - Sous les Rangs
- Canton de Neuchâtel
  - Tête-de-Ran, 1422m
  - Derrière Tête-de-Ran